# Farmington (Utah)
Farmington ist eine Stadt und County Seat des Davis County im US-Bundesstaat Utah. Das U.S. Census Bureau hat bei der Volkszählung 2020 eine Einwohnerzahl von 24.531 ermittelt.

## Geographie
Die Stadt bedeckt eine Fläche von 20,1 km² (7,8 mi²). Es sind keine Wasserflächen vorhanden. Die Stadt liegt 16 Meilen nördlich von Salt Lake City.

## Geschichte
Die ersten Einwohner waren Indianer, die dieses Gebiet bis 1860 bevölkerten. Um 1825 kamen
die ersten Trapper in dieses Gebiet. In den 1840er Jahren folgten die ersten Siedler. Kurz nachdem das Salt Lake Valley von Mormonen besiedelt wurde, machte sich Heber C. Haight auf
den Weg nach Norden nach Graze Cattle, baute dort ein Blockhaus und ließ sich mit
seiner Familie nieder. Wenig später folgten weitere Siedler. Sie gründeten den Ort „North Cottonwood“, der 1892 in Farmington umbenannt wurde.

## Statistik
Am 1. Juli 2004 lebten in Farmington 13.882 Menschen.

### Altersstruktur
| Bevölkerung | Jahre   | Anteil  |
| ----------- | ------- | ------- |
| unter       | 18      | 37,00 % |
| von         | 18 – 24 | 11,40 % |
| von         | 25 – 44 | 27,10 % |
| von         | 45 – 64 | 19,10 % |
| über        | 65      | 5,40 %  |

- Das Durchschnittsalter im Ort beträgt 26 Jahre
- und das durchschnittliche Familieneinkommen beträgt US $78.492